# Saint-Jean-le-Blanc (Terres-de-Druance)
Saint-Jean-le-Blanc è un ex comune francese di 342 abitanti, dal 2017 parte del comune di Terres de Druance situato nel dipartimento del Calvados nella regione della Normandia.

## Società

### Evoluzione demografica
Abitanti censiti